# Bereczky Júlia
Bereczky Júlia (Nagyszalonta, 1928. március 9. – Pécs, 2007. március 3.) színésznő, rendező.

## Életpályája
1954-ben végzett a kolozsvári Szentgyörgyi István Színművészeti Intézetben. Nyugdíjazásáig a Kolozsvári Állami Magyar Színház tagja volt. 1969–1976 között a Stúdió Színpad rendezője, vezetője volt. Ezekben az években több sikeres bemutató volt a Stúdió Színpad közönsége előtt. 1989 februárjában férjével, Barkó Györggyel áttelepült Magyarországra. 1989-től a Pécsi Nemzeti Színház tagja lett. 2000. novemberétől a Kolozsvári Állami Magyar Színház örökös tagja.

## Szerepei
- Emma (Bertolt Brecht: Puntilla úr és szolgája, Matti)
- D’Abuquerque hercegnő (Victor Hugo: Ruy Blas)
- Ana Walter (Erich Maria Remarque: A brandenburgi kapunál)
- Rozina (Beaumarchais: Figaro házassága)
- Hippia (Madách Imre: Az ember tragédiája)
- Rozi (Tersánszky Józsi Jenő: Kakuk Marci)
- Borcsa (Heltai Jenő: Tündérlaki lányok)
- Erzsébet (Friedrich Schiller: Stuart Mária);
- Tímár Laura (Tomcsa Sándor: Az utolsó szalmaszál)
- Peacockné (Bertolt Brecht – Kurt Weill: Koldusopera)
- Clytaimnestra (Bornemisza Péter: Magyar Elektra)
- Zsani néni (Móricz Zsigmond: Nem élhetek muzsikaszó nélkül)
- Kvasnya (Makszim Gorkij: Éjjeli menedékhely)
- Cs. Bruckner Adelaida (Örkény István: Macskajáték)

## Rendezései
- Victorien Sardou: Szókimondó asszonyság;
- Kemény Zsigmond – Csávosy György: Özvegy és leánya
- Hunyady Sándor: Pusztai szél
- Heltai Jenő: A néma levente